# Comuna Sușkî, Korosten
Sușkî (în ucraineană Сушківська сільська рада) este o comună în raionul Korosten, regiunea Jîtomîr, Ucraina, formată din satele Kameana Hora și Sușkî (reședința).

## Demografie
Componența lingvistică a comunei Sușkî
     Ucraineană (97,72%)
     Rusă (1,85%)
     Alte limbi (0,28%)
Conform recensământului din 2001, majoritatea populației comunei Sușkî era vorbitoare de ucraineană (97,72%), existând în minoritate și vorbitori de rusă (1,85%).